# Институт геологических наук НАН РА
Государственная некоммерческая организация Институт геологических наук Национальной академии наук Армении (ГНКО ИГН НАН РА) — академический научный институт занимающийся изучением геологического строения, месторождений рудных и нерудных полезных ископаемых на территории Армении. Он проводит инженерно-геологические, гидрогеологические и географические исследования. Изучает вопросы геодинамики, геохронологии и металлогении. Единственная научная организация в Армении, осуществляющая исследования в различных областях геологии.

## История

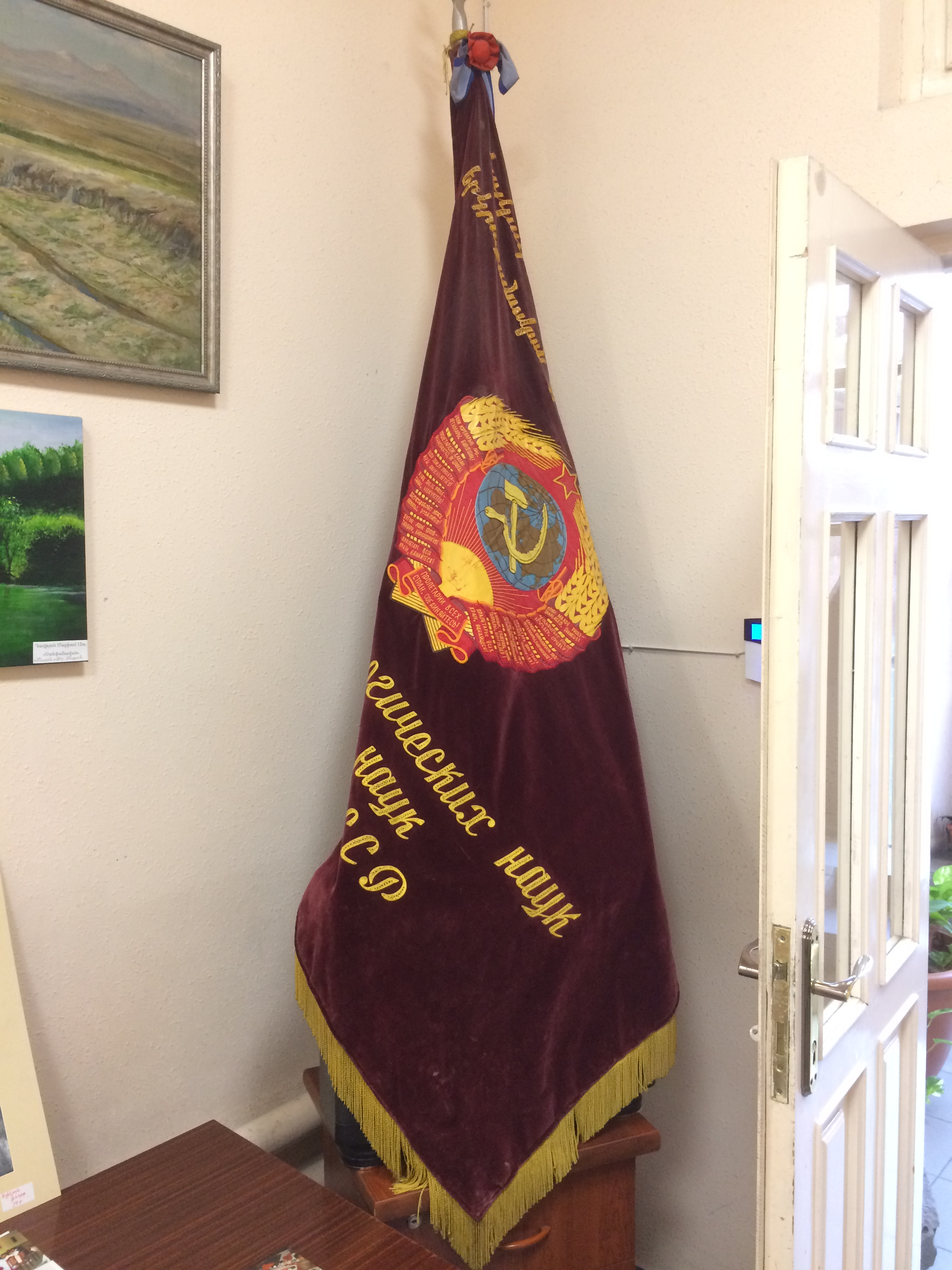
Знамя института времён СССР

28 января 1935 года Постановлением Совета Народных Комиссаров Армянской ССР был учрежден Армянский филиал Академии наук СССР (АрмФАН), в составе которого был Геологический институт.
Директором института был назначен приглашенный в 1934 году в Армению геолог О. Т. Карапетян. В институте начали работать 22 сотрудника.
Исследования проводились по выявлению и оценке запасов металлических и неметаллических полезных ископаемых и минеральных вод. Были исследованы:
- Каджаранское медно-молибденовое месторождение
- Агаракское медно-молибденовое месторождение
- Дастакертское месторождение

С 1937 года при институте работает Геологический музей.
С 1943 года издавался журнал «Известия Академии наук Армянской ССР. Науки о Земле».
В 1950 году Сталинскую премию получили сотрудники института: академик И. Г. Магакьян, С. С. Мкртчян, С. А. Мовсесян, Г. М. Арутюнян и другие.
В 1950—1960 годах в горнорудных районах Армении были организованы научно-исследовательские базы института: Каджаранская, Варденисская, Алавердская.
В 1976 году исследователи во главе с академиком И. Г. Магакьяном были удостоены Государственной премии Армянской ССР в области науки.
В 1970-х годах академик А. Т. Асланян количественно изучал внутреннее строение, вещественный состав, физические поля и эволюцию Земли.
В 1981 году составе института было: 7 отделов; 6 лабораторий; 3 научных базы; аспирантура (очная и заочная); геологический музей.
Указом Президиума Верховного Совета СССР от 1 июля 1985 года за заслуги в развитии геологических наук и подготовке научных кадров институт был награждён орденом Трудового Красного Знамени.
После Спитакского землетрясения 1988 года, были организованы лаборатории геодинамики и опасных геологических процессов, геомониторинга и геоархеологии, составлены карты сейсмического микрорайонирования для Еревана и других населенных пунктов.
В 2011 году была издана коллективная монография «Геология и полезные ископаемые Нагорного Карабаха», проведена оценка сейсмической и вулканической опасности стройплощадки новой проектируемой АЭС.
На 1 апреля 2017 года в институте работало 165 человек (из них 2 академика НАН РА, 1 член-корреспондент НАН РА, 12 докторов наук, 39 кандидатов наук). Сотрудниками института издано около 180 монографий.

### Руководство
Директора института:
- 1935—1939 — О. Т. Карапетян
- 1939—1941 — С. А. Мовсесян
- 1941—1950 — А. П. Демёхин
- 1950—1963 — акад. С. С. Мкртчян
- 1963—1966 — акад. И. Г. Магакьян
- 1967—1971 — А. Е. Кочарян
- 1971—1974 — акад. С. С. Мкртчян
- 1974—1988 — акад. А. Т. Асланян
- 1988—1992 — акад. С. В. Григорян
- 1992—2006 — акад. Р. Т. Джбашян
- 2006—2017 — А. С. Караханян
- 2017—н. в. — Х. Б. Меликсетян